# Walkeria prorepens
Walkeria prorepens är en mossdjursart som beskrevs av Kubanin 1992. Walkeria prorepens ingår i släktet Walkeria och familjen Walkeriidae. Inga underarter finns listade i Catalogue of Life.